# 4′33″
4′33″ är en komposition komponerad 1952 av avantgardekompositören John Cage, innehållande mer än fyra och en halv minut av tystnad. Även om det till en början spelades på piano var verket skrivet för instrument i tre satser.

## Julkampanjen 2010
Cage Against the Machine var en välgörenhetskampanj under julen 2010 där man försökte samla in pengar genom att placera en nyinspelning av John Cages tysta komposition 4′33″ som juletta på den brittiska singellistan, UK Singles Chart. Om man klarade detta skulle man hålla borta Matt Cardle från The X Factor från förstaplatsen, vilket också var själva grundtanken med kampanjen. Pengarna skulle gå till utvalda välgörenhetsorganisationer och dessa fick man med hjälp av donationer som kom in när människor laddade ner kompositionen från utvalda tjänster.
Namnet Cage Against the Machine är en ordvits (John Cage + Rage Against the Machine = Cage Against the Machine) med rötterna i en brittisk internetkampanj från december 2009. Då startades en facebook-grupp i vilken man uppmanade folk att köpa Rage Against the Machines låt Killing in the Name. Detta för att inte låta The X Factors Joe McElderry ta förstaplatsen på singellistan under julveckan.
Initiativtagarna till Cage Against the Machine var artisten David Hilliard, hans fru Julie och vännen John Rogers. Utgångspunkten var Facebook och Cage Against The Machine har i dagsläget fått ihop nästan 100 000 fans på Facebook-sidan.